# Episodi di Killing Eve (quarta stagione)
La quarta e ultima stagione della serie televisiva Killing Eve, composta da 8 episodi, è stata trasmessa, negli Stati Uniti, su BBC America dal 27 febbraio al 10 aprile 2022.
In Italia è stata distribuita su TIMvision dal 28 febbraio al 18 aprile 2022.
| nº | Titolo originale             | Titolo italiano              | Prima TV USA     | Pubblicazione Italia |
| -- | ---------------------------- | ---------------------------- | ---------------- | -------------------- |
| 1  | Just Dunk Me                 | Just Dunk Me                 | 27 febbraio 2022 | 28 febbraio 2022     |
| 2  | Don't Get Eaten              | Don't Get Eaten              | 6 marzo 2022     | 7 marzo 2022         |
| 3  | A Rainbow in Beige Boots     | A Rainbow in Beige Boots     | 13 marzo 2022    | 14 marzo 2022        |
| 4  | It's Agony and I'm Ravenous  | It's Agony and I'm Ravenous  | 20 marzo 2022    | 21 marzo 2022        |
| 5  | Don't Get Attached           | Don't Get Attached           | 27 marzo 2022    | 28 marzo 2022        |
| 6  | Oh Goodie, I'm The Winner    | Oh Goodie, I'm The Winner    | 3 aprile 2022    | 4 aprile 2022        |
| 7  | Making Dead Things Look Nice | Making Dead Things Look Nice | 10 aprile 2022   | 18 aprile 2022       |
| 8  | Hello, Losers                | Hello, Losers                | 10 aprile 2022   | 18 aprile 2022       |

## Just Dunk Me
- Titolo originale: Just Dunk Me
- Diretto da: Stella Corradi
- Scritto da: Laura Neal

### Trama
Russia. Eve si introduce nel palazzo in cui si trova Konstantin, sparandogli a una mano e costringendolo a farsi dare indicazioni su dove trovare Hélène. Ormai pienamente operativa in Russia, tanto da aver ricevuto una lettera di richiamo dal quartier generale, Eve cestina un invito di Villanelle al suo battesimo; la giovane ha infatti intrapreso un percorso spirituale presso una comunità religiosa e ci terrebbe molto ad avere Eve presente in questo momento di rinascita.
Maiorca. Carolyn è diventata attaché culturale del Regno Unito nell'isola spagnola. La sua tranquillità è funestata dall'arrivo di Hugo che pretende il suo aiuto nel combattere i Dodici, altrimenti la denuncerà per l'omicidio di Paul. Carolyn si reca in Russia per assoldare Eve nell'indagare su una serie di omicidi connessi ai Dodici. Quando si accorge che Eve, a cui si era premurata di riservare un posto, non arriverà mai al suo battesimo, Villanelle affretta il rituale per archiviare in fretta la pratica; successivamente le due hanno modo di incontrarsi, ma Eve non crede che Villanelle sia cambiata e non intende riallacciare i rapporti.
Eve pedina l'addetta dell'impresa funebre che ha gestito il cadavere di Rhian Bevan, venendo da questa aggredita prima di vederla salire a bordo di una vettura sul cui sedile posteriore è seduta Hélène. I vecchi istinti omicidi di Villanelle riaffiorano quando tenta di annegare nella fonte battesimale May, la ragazza che la ospita in casa e con cui ha iniziato una relazione, ma fortunatamente torna in sé e riesce a rianimarla.

## Don't Get Eaten
- Titolo originale: Don't Get Eaten
- Diretto da: Stella Corradi
- Scritto da: Laura Neal, Luke Jennings & Phoebe Waller-Bridge

### Trama
Londra. Eve riesce a infilare un tampone localizzatore nella borsa di Hélène, scoprendo che la donna vive nelle vicinanze di Parigi. Prima di elaborare un piano d'azione, Eve ascolta il parere dello psichiatra Martin, che l'aveva aiutata ai tempi della caccia a Villanelle, ricevendo il consiglio di cercare una sfida diretta con Hélène. Nel frattempo, in Russia Carolyn ha riallacciato i rapporti con il suo vecchio informatore Vlad, del cui aiuto ha bisogno nella battaglia contro i Dodici perché è assolutamente determinata a vendicare la morte di Kenny.
Hemel Hempstead. Villanelle si trova in campeggio con il gruppo religioso, ma dopo l'incidente alla fonte battesimale May non le rivolge più la parola e Phil, il pastore nonché padre della ragazza, la tiene d'occhio. Per di più Villanelle continua a vedere la propria coscienza, raffigurata da sé stessa in versione Gesù, ad accompagnarla nella sua conversione al cristianesimo. Villanelle viene cacciata dal gruppo dopo aver fatto gravi affermazioni sul passato del pastore Phil, reo di aver ucciso la moglie in un incidente stradale.
Parigi. Yusuf, il partner di Eve, cerca di dissuaderla dall'andare immediatamente ad affrontare Hélène. Eve non lo ascolta e di notte si reca a casa della donna, la quale la stava aspettando con il tampone localizzatore in mano; Hélène dichiara di avere il suo stesso obiettivo, cioè distruggere i Dodici, ma prima di decidere se collaborare vuole saggiarne le abilità. Intanto, al campeggio Villanelle ha riabbracciato il male, uccidendo sia il pastore Phil che May, dopodiché inveisce contro la propria coscienza che però non può ammazzare.

## A Rainbow in Beige Boots
- Titolo originale: A Rainbow in Beige Boots
- Diretto da: Anu Menon
- Scritto da: Kayleigh Llewellyn, Luke Jennings & Phoebe Waller-Bridge

### Trama
Villanelle chiede ospitalità a Eve nell'albergo in cui alloggia; Eve è ancora arrabbiata con lei e le concede soltanto una notte, dopodiché se ne dovrà andare. Ragguagliato Yusuf sull'incontro avuto con Hélène, Eve è giunta alla conclusione che nemmeno lei sappia chi c'è al comando dei Dodici, motivo per cui ne sta torturando uno a uno tutti i membri finché non arriverà alla testa dell'organizzazione. Eve abborda Fernanda, la compagna di Hélène, così da insinuarsi nella sua cerchia. Pam, l'impiegata delle pompe funebri inseguita da Eve, è stanca di essere molestata dal fratello Elliot e vorrebbe iniziare a lavorare per Hélène. Villanelle è entrata in crisi al punto di rivolgersi al fidato terapista Martin per capire come riuscire a trovare il proprio io.
Eve scopre la fotografia di Villanelle sulla prima pagina di un tabloid come ricercata per il duplice omicidio al campeggio. Con l'aiuto di Yusuf, Eve rintraccia Lars Meier, l'ex marito di Fernanda da lei lasciato quando ha conosciuto Hélène. Nonostante abbia ucciso il fratello Elliot e imbalsamato il corpo, Pam non è ritenuta ancora pronta da Hélène, la quale anzi la avverte che non saranno tollerati ulteriori atti di insubordinazione. Carolyn viene informata da Vlad che un quarto membro dei Dodici è stato ucciso in Scozia. Martin chiede a Villanelle come mai in tutto questo tempo non ha mai nutrito istinti omicidi nei confronti di Eve, ricevendo l'ennesima conferma che è profondamente innamorata di lei e quindi non potrebbe mai farle del male.
Eve raggiunge Villanelle allo studio di Martin. Riferendosi alla favola della rana e dello scorpione, Eve ha deciso di tradire Villanelle e farla arrestare, dicendole che avrebbe dovuto farlo sin dall'inizio. Assicurata la spia alla giustizia, Eve telefona a Hélène per fissare un nuovo incontro.

## It's Agony and I'm Ravenous
- Titolo originale: It's Agony and I'm Ravenous
- Diretto da: Anu Menon
- Scritto da: Kayleigh Llewellyn

### Trama
Hélène conferma a Eve che Lars Meier è la persona che devono trovare, sfidandola a chi ci riuscirà per prima. Carolyn vola a L'Avana per mettere sotto torchio Rustem, l'unico membro dei Dodici sopravvissuto alla tortura di Hélène. Villanelle, rimessa in libertà dalla stessa Hélène, sequestra Carolyn e viene convinta da questa a far parlare Rustem. Su espresso ordine di Hélène, Pam è entrata nel team di spie al servizio dei Dodici e Konstantin si occupa del suo addestramento; la ragazza, che a dire il vero ha commesso il solo omicidio del fratello Elliot, non sembra molto propensa all'idea di ammazzare gente per nulla.
Villanelle uccide Rustem, facendosi prima dire il luogo in cui possono trovare Lars. Quando riconosce Carolyn, Lars cambia immediatamente espressione e scappa, vanamente inseguito da Villanelle. Carolyn rivela di aver avuto una relazione con Lars e che adesso dovrebbe essere diretto a Berlino. Pam dimostra a Konstantin che è perfettamente in grado di lavorare per l'organizzazione, spingendolo in acqua esattamente come gli aveva chiesto di fare quella mattina con un'altra persona. Hélène informa Eve di aver scarcerato Villanelle, alludendo all'attrazione sessuale che lei prova nei confronti della giovane; Eve inizia a nutrire gli stessi sentimenti, peraltro ricambiati, verso Hélène.

## Don't Get Attached
- Titolo originale: Don't Get Attached
- Diretto da: Emily Atef
- Scritto da: Laura Neal & Georgia Lester

### Trama
Berlino, 1979. Lars sta ragionando su quale nome dare al proprio gruppo di anarchici; dopo aver scartato alcune proposte, tra cui La squadra dei socialisti, Gli anarchici temerari e I sovvertitori, Carolyn prende la parola e suggerisce di chiamarsi come il proprio numero, cioè I Dodici. Carolyn inizia una relazione con il compagno del gruppo Konstantin, ma un giorno le cose precipitano quando trova il padre morto suicida in macchina poiché vittima di un ricatto. Quando scopre che Konstantin è russo, e non tedesco come aveva affermato, Carolyn lo affronta in riva al lago, apprendendo che l'uomo è una spia del KGB responsabile del ricatto che ha condotto suo padre al suicidio. Sulla scena irrompe Lars, geloso perché segretamente innamorato di Carolyn, che viene aggredito dai due e finisce annegato sott'acqua.
Presente. Villanelle aiuta Benita, la donna che ha ospitato Rustem negli ultimi giorni, a uccidere il marito pompiere che le ha fatto del male; adesso Benita vorrebbe che Villanelle sistemasse anche i mariti fedifraghi delle sue amiche. Eve è tornata a Londra portando con sé Chloe, la figlia di Hélène, per incontrare un professore che faceva parte dei Dodici e saperne di più a proposito di Lars; visionando i filmati dell'epoca, Eve riconosce Carolyn. Hélène, venuta a riprendersi Chloe, invita Eve a seguirla nel luogo in cui si trova Lars. In realtà Eve è condotta a Margate, dove Konstantin sta addestrando Pam e in cui nel frattempo è arrivata Villanelle. Da una porta esce Villanelle ed Hélène, per vendicare il rapimento di Chloe, la fa trafiggere da una freccia. Il vero Lars viene rintracciato da Carolyn in un cottage sperduto nelle foreste del Brandeburgo.

## Oh Goodie, I'm The Winner
- Titolo originale: Oh Goodie, I'm The Winner
- Diretto da: Emily Atef
- Scritto da: Kayleigh Llewellyn

### Trama
Villanelle è sistemata nella camera d'albergo di Pam, dove costei le ha estratto la freccia dalla schiena. Eve si prende cura della russa, scusandosi per averla fatta rinchiudere, ma non appena sta meglio Villanelle lascia la stanza, nonostante sia ormai chiaro che Hélène la vuole morta. Ormai Eve ha maturato la convinzione che Carolyn la sta ingannando sin da quando bussò alla sua porta per portarla nell'MI6. Intanto, Carolyn stringe un accordo con Lars, accettando di incontrare Hélène al suo posto in cambio del nome di chi ha ucciso Kenny.
Eve arriva a Berlino dopo che Hélène ha appena terminato di parlare con Carolyn. Seguendo Hélène fino all'albergo in cui alloggia, Eve vuole sapere cosa si sono dette lei e Carolyn, ignorando la presenza di Villanelle armata di coltello sotto il letto; la russa salta fuori all'improvviso e sgozza Hélène sotto gli occhi di un'attonita Eve, dicendole poi che loro due hanno chiuso. Eve raggiunge Carolyn nel cottage di Lars, sentendosi dire che lei non è affatto un membro dei Dodici e si era infiltrata nel gruppo di anarchici per ostacolarne i piani.
Eve disattende le istruzioni di Carolyn e fa irruzione nel cottage, uccidendo Lars; Carolyn constata amaramente che Lars era il numero uno dei Dodici e adesso verrà sostituito, come è sempre successo. Villanelle arriva alla Feasgar Island, al largo della Scozia, per incontrare Gunn, una killer dei Dodici a suo tempo allieva di Konstantin.

## Making Dead Things Look Nice
- Titolo originale: Making Dead Things Look Nice
- Diretto da: Stella Corradi
- Scritto da: Sarah Simmonds

### Trama
Yusuf invita Eve, adesso che Hélène è stata eliminata e la missione completata, a riprendere sane abitudini da persona normale; durante un'esibizione al karaoke rivede le persone che animavano la sua vecchia vita, prendendo atto che sarà piuttosto complicato tornare la Eve di prima. Carolyn si accorge che la risposta a tutte le sue domande si trova nel vecchio pub a Londra dove si riuniva con l'MI6. Villanelle esce per una battuta di caccia con Gunn, verso la quale sente di avere diverse affinità.
Sul cellulare di Hélène arriva l'immagine di una rondine; Konstantin spiega a Eve che si tratta di un segnale dei Dodici per incontrarsi, suggerendole di agire in tandem con Villanelle. Pam vuole abbandonare la vita da killer e uccide Konstantin con un taglia pizza, scoprendo soltanto a fatto compiuto che Hélène è morta; prima di spirare, Konstantin le chiede di consegnare una sua lettera d'amore a Carolyn. Eve raggiunge Villanelle a Feasgar Island, venendo catturata da Gunn che la immobilizza e si appresta a ucciderla.

## Hello, Losers
- Titolo originale: Hello, Losers
- Diretto da: Stella Corradi
- Scritto da: Laura Neal

### Trama
Eve riesce a liberarsi dalla morsa di Gunn e accecarla, guadagnando tempo per poter fuggire dall'isola con Villanelle. Lungo il tragitto nella campagna scozzese incrociano una coppia di turisti che le ospitano nel loro bothy; la lettura dei tarocchi rivela che nel futuro di Eve c'è la morte. Dopo essere stata accolta da Hugo a Heathrow, Carolyn vede Pam che le comunica la morte di Konstantin per mano sua, consegnandole la lettera.
Abbandonati i nuovi amici impossessandosi del loro camper, Eve e Villanelle raggiungono Londra, godendosi il viaggio come una coppia innamorata. Eve e Villanelle arrivano al pub della rondine, dove sono presenti Carolyn e Pam; Eve ringrazia Carolyn per averla fatta salire a bordo quel giorno in cui fu licenziata dall'MI5, ma la accusa di aver sempre saputo chi ha ucciso Kenny e di continuare a giocare una partita ormai finita. Eve scopre che la location del meeting dei Dodici è cambiata, spostato su una barca dove è in corso un ricevimento nuziale. Carolyn offre un lavoro a Pam, ma la giovane rifiuta.
Eve e Villanelle salgono a bordo della barca, dove Eve viene scambiata per la donna asiatica che deve officiare il rito; improvvisando, Eve tiene un emozionante discorso sulla forza di andare avanti che è il collante di ogni relazione. Villanelle apre il monossido di carbonio in cucina, così da poter accedere alla sala in cui sono riuniti i Dodici. Mentre Eve si scatena in pista con la coppia che ha appena sposato, Villanelle fa ciò in cui riesce meglio, uccidendo una dopo l'altra le persone che trova dinanzi a sé. Tornata al piano superiore, Villanelle fa cenno a Eve di uscire, annunciandole che è tutto finito; mentre si stanno abbracciando, Villanelle è colpita ripetutamente da un cecchino e, consapevole di essere prossima alla morte, butta Eve in acqua per salvarle la vita. Sott'acqua Eve vede il cadavere di Villanelle inabissarsi nelle profondità del Tamigi, mentre a bordo fiume Carolyn si complimenta con chi ha completato l'operazione.